# Arbatsko-Pokrowskaja-Linie
Die Arbatsko-Pokrowskaja-Linie (russisch Арбатско-Покровская линия), auch „Linie 3“ oder – entsprechend der gewöhnlichen Darstellung in den Metroplänen – „Dunkelblaue Linie“ genannt, ist eine der ältesten Linien der Metro Moskau.

## Stationen

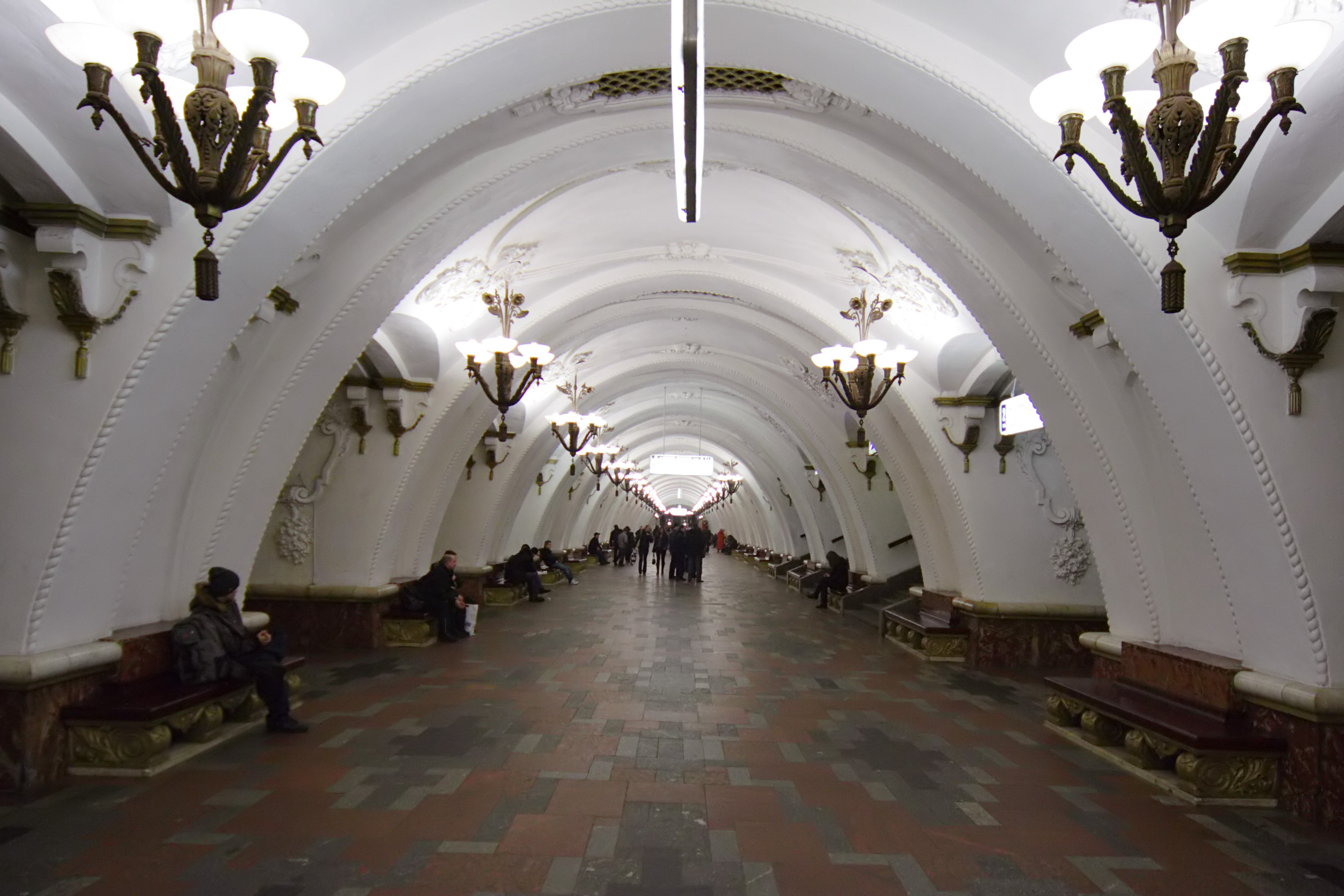
Station Arbatskaja

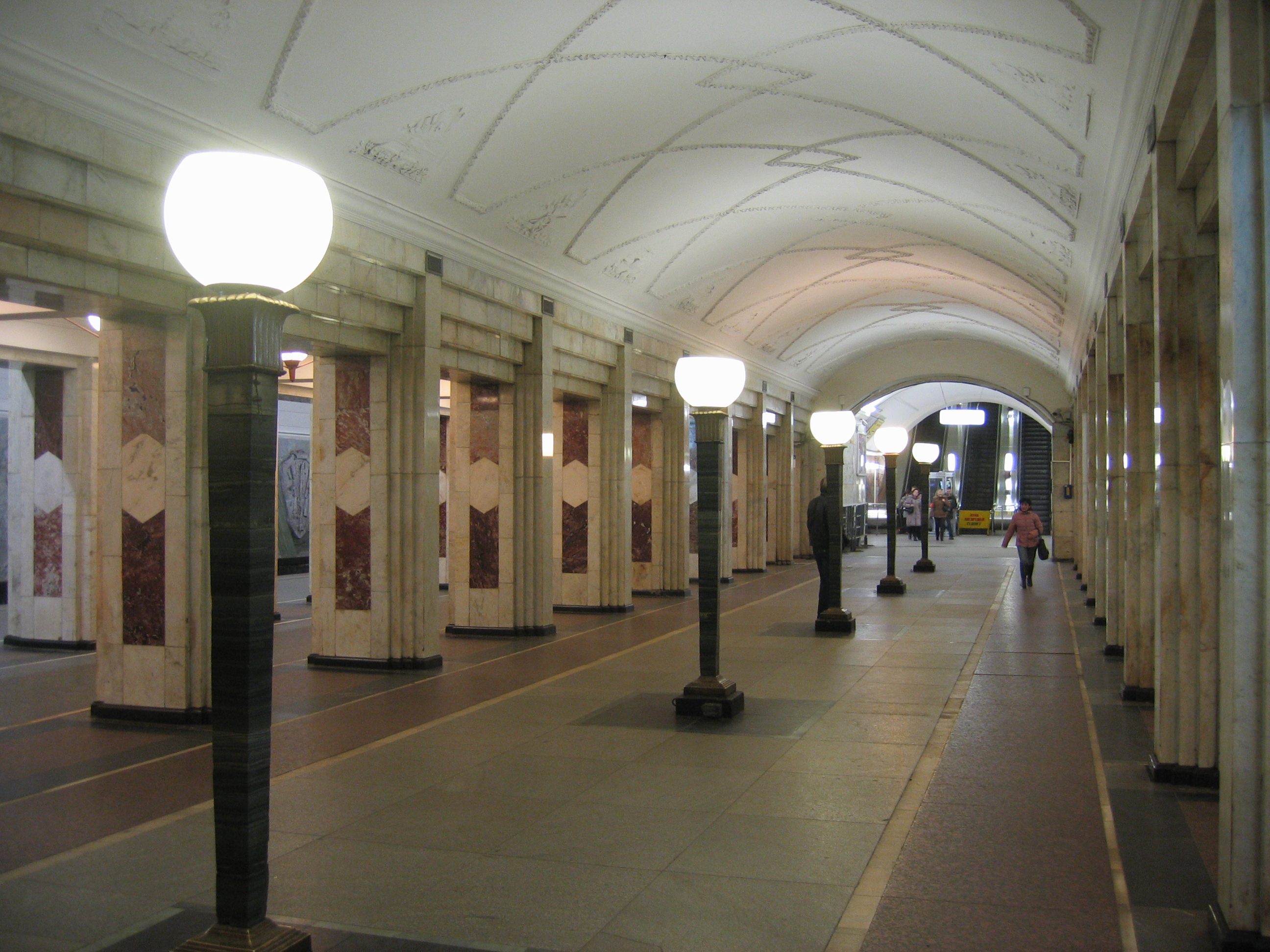
Station Semjonowskaja

- Pjatnizkoje Schosse (Пятницкое шоссеⓘ/?)
- Mitino (Митиноⓘ/?)
- Wolokolamskaja (Волоколамскаяⓘ/?)
- Mjakinino (Мякининоⓘ/?)
- Strogino (Строгиноⓘ/?)
- Krylatskoje (Крылатскоеⓘ/?)
- Molodjoschnaja (Молодёжнаяⓘ/?)
- Kunzewskaja (Кунцевскаяⓘ/?), Umsteigemöglichkeit zur Linie 4
- Slawjanski Bulwar (Славянский бульварⓘ/?)
- Park Pobedy (Парк Победыⓘ/?)
- Kiewskaja (Киевскаяⓘ/?), Umsteigemöglichkeit zu den gleichnamigen Stationen der Linien 4 und 5 (Ringlinie), sowie zu den Nah- und Fernverkehrszügen im Kiewer Bahnhof
- Smolenskaja (Смоленскаяⓘ/?)
- Arbatskaja (Арбатскаяⓘ/?), Umsteigemöglichkeit zu den Stationen Biblioteka imeni Lenina der Linie 1, Alexandrowski Sad der Linie 4 und Borowizkaja der Linie 9
- Ploschtschad Rewoljuzii (Площадь Революцииⓘ/?), Umsteigemöglichkeit zur Station Teatralnaja der Linie 2 und über diese auch zur Station Ochotny Rjad der Linie 1
- Kurskaja (Курскаяⓘ/?), Umsteigemöglichkeit zur gleichnamigen Station der Linie 5 (Ringlinie) und zur Station Tschkalowskaja der Linie 10
- Baumanskaja (Бауманскаяⓘ/?)
- Elektrosawodskaja (Электрозаводскаяⓘ/?)
- Semjonowskaja (Семёновскаяⓘ/?)
- Partisanskaja (Партизанскаяⓘ/?), Umsteigemöglichkeit zum Haltepunkt Ismailowo des Moskauer Zentralrings (Linie 14)
- Ismailowskaja (Измайловскаяⓘ/?)
- Perwomaiskaja (Первомайскаяⓘ/?)
- Schtscholkowskaja (Щёлковскаяⓘ/?)

## Depot und Fahrzeuge
Die Linie hat ein eigenes Depot, das oberirdische Ismailowo nahe der Station Ismailowskaja; zudem beherbergt seit 2008 auch das ursprünglich nur die Filjowskaja-Linie bedienende Depot Fili einen Teil des Fuhrparks der Linie 3. Bei den Fahrzeugen der beiden Depots handelt es sich um Züge aus je 5 Waggons der Baureihe 81-740/741. Sie werden auf der Linie seit 2006 eingesetzt und haben bis 2011 den bisherigen, aus den in den 1970er Jahren gefertigten 7-Waggon-Züge der Modelle „Ем/Еж“ bestehenden Fuhrpark abgelöst.

## Geschichte

### Linienführungen
Der Anfang der heutigen Arbatsko-Pokrowskaja-Linie wurde am 13. März 1938 eingeläutet; damals ging der Abschnitt zwischen den beiden Stationen Ploschtschad Rewoljuzii und Kurskaja in Betrieb, allerdings war er zu dieser Zeit Bestandteil jener Linie, die später zur Linie 4 „Filjowskaja“ wurde. Westlich von Ploschtschad Rewoljuzii schloss nämlich die neugebaute Strecke an die seit 1937 betriebene Strecke Alexandrowski Sad–Kiewskaja an, die wiederum bis dahin ein Abzweig der Linie 1 war und eben erst am 13. März 1938 selbstständig wurde. Die Entscheidung über eine erneute Änderung der Linienführung fiel 1941, nachdem während der deutschen Luftangriffe auf Moskau eine Bombe im relativ flach verlaufenden Tunnel zwischen Arbatskaja und Smolenskaja einschlug. Da dieser nach Westen hin führenden Strecke auch eine strategische Bedeutung zugeschrieben wurde (immerhin existieren etliche indirekte Beweise, dass hinter Kiewskaja seinerzeit eine Regierungsstrecke, die sogenannte „Metro-2“, bis zur Stalin-Residenz in der damaligen Vorortsiedlung Kunzewo gebaut wurde), wurde eine Parallelstrecke vom Stadtkern bis zum Kiewer Kopfbahnhof beschlossen, die nunmehr tief angelegt und damit auch weit weniger „verwundbar“ sein sollte. 1953 erfolgte die Umsetzung dieses Vorhabens: Westlich von Ploschtschad Rewoljuzii verlief die Linie ab dann auf ihrer eigenen, tief angelegten Strecke mit den neuen Stationen Arbatskaja, Smolenskaja und der – ebenfalls neu angelegten – westlichen Endstation Kiewskaja. Da diese drei Stationen – genauso wie die gesamte neue Strecke – in der Nähe der gleichnamigen Stationen der „alten“, flachen Strecke liegen, bekamen sie auch die gleichen Namen, während die alte Strecke überflüssig wurde und deswegen nach der Inbetriebnahme ihres „Doubles“ vorübergehend geschlossen wurde. (Erst fünf Jahre später wurde die alte Strecke wiederbelebt, nachdem sie weiter zu den westlichen Stadtteilen verlängert wurde. Sie erhielt den Namen „Filjowskaja-Linie“; mit der Arbatsko-Pokrowskaja-Linie bestehen Übergänge zwischen den Stationen Kiewskaja der beiden Linien sowie Kalininskaja (inzwischen Alexandrowski Sad) der Filjowskaja- und Arbatskaja der Arbatsko-Pokrowskaja-Linie, während beide Smolenskaja-Stationen sowie Arbatskaja der Filjowskaja-Linie keine Übergänge haben).

### Chronologie
- 13. März 1938: Eröffnung des 2,3 km langen Abschnitts mit den beiden Stationen Ploschtschad Rewoljuzii und Kurskaja. Die Züge verkehren zwischen Kurskaja und Kiewskaja der späteren Linie 4.
- 18. Januar 1944: Verlängerung um 7,1 km in östliche Richtung bis zur Station Partisanskaja (damals Ismailowskaja, nicht zu verwechseln mit der heutigen Station Ismailowskaja).
- 15. Mai 1944: Auf dem vier Monate zuvor eröffneten Abschnitt wird nachträglich die Station Elektrosawodskaja eröffnet.
- 5. April 1953: Eröffnung der Strecke von Ploschtschad Rewoljuzii bis zur neuen Kiewskaja (3,9 km). Die alte Linienführung wird aufgehoben.
- 5. November 1954: Die Linie wird nach Osten verlängert; hinter Partisanskaja entsteht die oberirdische Station Perwomaiskaja, die nicht zu verwechseln ist mit der heute diesen Namen tragenden Station. Die alte Perwomaiskaja wird später stillgelegt.
- 21. Oktober 1961: Neue Verlängerung (3,8 km) in östliche Richtung. Hinter Partisanskaja entstehen die Stationen Ismailowskaja (oberirdisch) und die neue Perwomaiskaja. Die alte, überflüssig gewordene Perwomaiskaja wird aufgehoben; ihr Empfangsgebäude gehört seitdem zum Depot Ismailowo, das wenige Jahre zuvor in der Nähe errichtet wurde.
- 22. Juli 1963: Die vorläufig letzte Ostverlängerung ist 1,6 km lang und beschert den Fahrgästen der Linie die neue Station Schtscholkowskaja.
- 6. Mai 2003: Inbetriebnahme des neuen und 3,2 km langen westlichen Abschnitts. Hinter Kiewskaja entsteht die Station Park Pobedy.
- 7. Januar 2008: Umfassende Verlängerung in westliche Richtung: Inbetriebnahme des Abschnitts von Park Pobedy nach Kunzewskaja, Übergabe des bisherigen Linie-4-Abschnitts Kunzewskaja–Krylatskoje an die Arbatsko-Pokrowskaja-Linie sowie Eröffnung des Verlängerungsabschnitts Krylatskoje–Strogino, der teilweise im neuen Nordwesttunnel verläuft und mit gut 6,5 km der längste Stationsabstand der Moskauer Metro wird. Insgesamt entstehen über 10 km neuer Strecken. In Kunzewskaja besteht bahnsteiggleiche Umstiegsmöglichkeit zur Linie 4, die seit diesem Zeitpunkt dort endet.
- 7. September 2008: Eröffnung der Station Slawjanski Bulwar auf dem bestehenden Abschnitt zwischen Park Pobedy und Kunzewskaja.
- 26. Dezember 2009: Verlängerung Richtung Westen und Eröffnung der drei Stationen Mjakinino, Wolokolamskaja und Mitino. Auf dem Abschnitt zwischen Mjakinino und Wolokolamskaja wurde eine neue U-Bahnbrücke über die Moskwa in Betrieb genommen. Der U-Bahnhof Mjakinino befindet sich als erste Station der Moskauer Metro außerhalb der Moskauer Stadtgrenzen, auf dem Gebiet der Stadt Krasnogorsk.
- 28. Dezember 2012: Letztmalige Verlängerung Richtung Westen bis Pjatnizkoje Schosse.
- 24. Dezember 2016: Vollständige Inbetriebnahme des Depots Mitino am westlichen Ende der Linie.

### Umbenennungen von Stationen
Folgende Stationen der Linie wurden in der Zeit nach ihrer Fertigstellung umbenannt:
- die Station Semjonowskaja hieß bis 1961 Stalinskaja;
- die Station Partisanskaja hieß bis 1963 Ismailowskaja und von 1963 bis 2005 Ismailowski Park;
- die heutige Station Ismailowskaja trug den Namen Ismailowski Park bis zur 1963 erfolgten Umbenennung der Partisanskaja (Ismailowskaja).

### Unfälle
Am Vormittag des 15. Juli 2014 entgleisten vermutlich infolge einer durch einen technischen Fehler hervorgerufenen Schnellbremsung drei Wagen eines Zuges der Arbatsko-Pokrowskaja-Linie zwischen den Stationen Park Pobedy und Slawjanski Bulwar. Mindestens ein Wagen des stark besetzten Zuges wurde völlig zerstört. Etwa 20 Personen wurden getötet und über 150 verletzt, davon 40 schwer. Es handelt sich um den schwersten Metrounfall in Moskau mit Ausnahme der Terroranschläge 2004 und 2010.

## Ausbauplanungen
Auf dem östlichen Abschnitt ist die Verlängerung um eine Station von Schtscholkowskaja nach Goljanowo bis 2025 geplant.
Langfristig könnte zwischen Krylatskoje und Strogino eine neue Station Troize-Lykowo gebaut werden, wofür auf der neuen Strecke bereits bei ihrem Bau Vorleistungen erbracht wurden. Dies hängt auch mit der Umsetzung des Planes der neuen Rubljowo-Archangelskaja-Linie ab, die Moskau City mit dem westlich der Stadt gelegenen Rubljowo-Archangelskoje verbinden und dabei die Arbatsko-Pokrowskaja-Linie in Strogino kreuzen soll, und deren Baubeginn gemäß Anfang 2019 bestätigter Projektierung für 2021–2022 angesetzt ist.
Zwischen Ploschtschad Rewoljuzii und Kurskaja könnte eine neue Station mit dem möglichen Namen Chmelnizkaja entstehen, die bislang fehlende Umsteigemöglichkeiten zur Station Kitai-Gorod der Linien 6 und 7 nahe bieten soll. Aufgrund der komplizierten Baubedingungen im Stadtzentrum gibt es gegenwärtig (Stand 2019) jedoch keine konkreten Pläne für die absehbare Zukunft.

## Besonderheiten

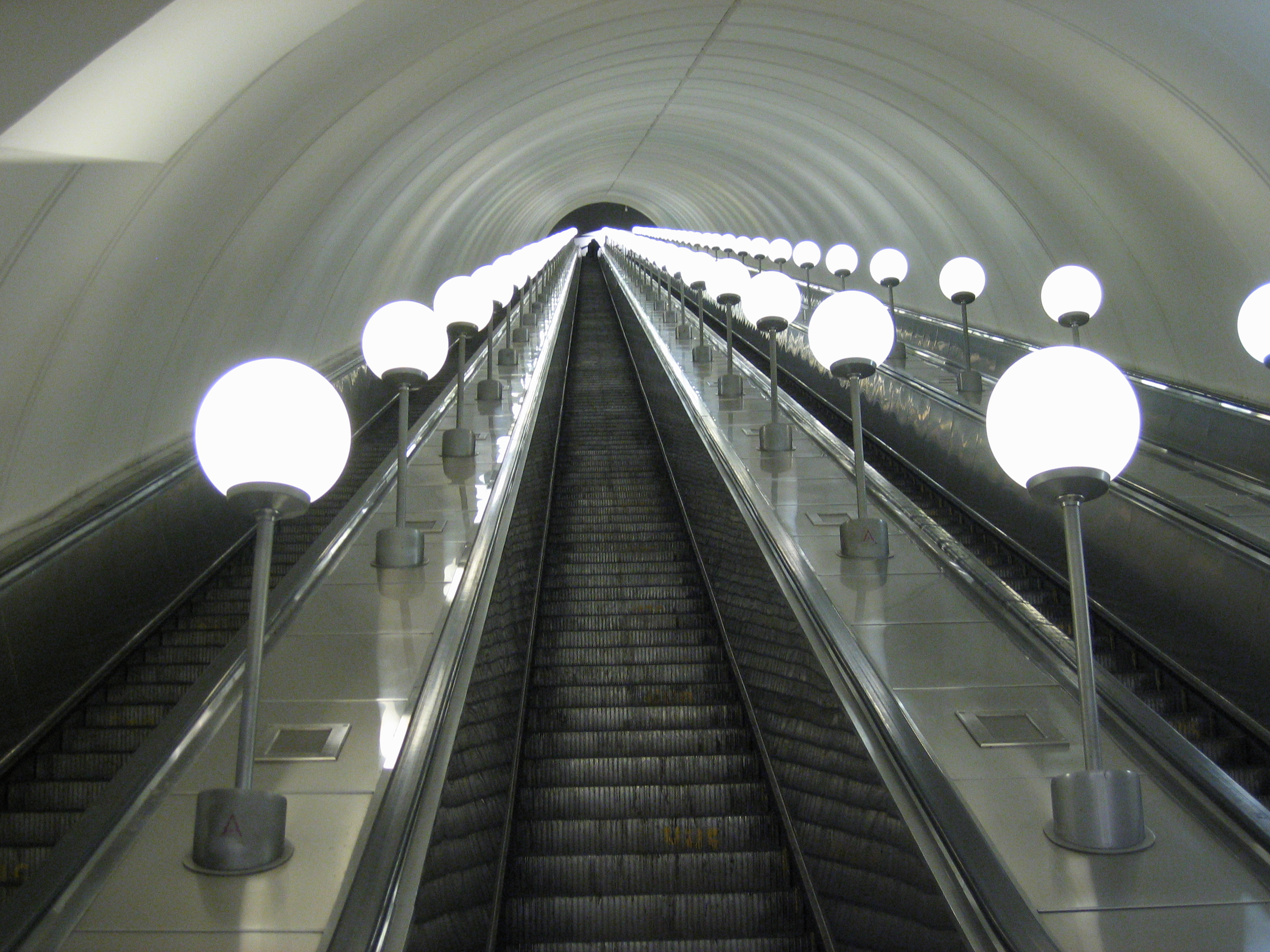
Die Rolltreppen der Station Park Pobedy

Die aus den Anfangszeiten der Linie – zugleich der späten Stalin-Epoche – stammenden Stationen der Arbatsko-Pokrowskaja-Linie zählen zu den architektonisch anspruchsvollsten in der Moskauer Metro. Zu jener Zeit als „Paläste fürs Volk“ konzipiert, stellen sie Meisterleistungen der seinerzeit renommierten Architekten dar. Sehenswert sind unter anderem die Stationen Kiewskaja, Arbatskaja und Ploschtschad Rewoljuzii, die mit Marmor, Kronleuchtern und einer Vielzahl von Malereien, Skulpturen oder Reliefs besonders prunkvolle Denkmäler der sowjetischen Architektur und Kunst der Periode vom Ende der 1930er bis zur Mitte der 1950er Jahre darstellen.
Auch die 2003 erbaute Station Park Pobedy (Siegespark) ist sehr aufwändig gehalten. Ihre Ausgestaltung, an der unter anderem der georgisch-russische Künstler Surab Zereteli mitgewirkt hat, hat die Vaterländischen Kriege Russlands (Zweiter Weltkrieg und der Krieg von 1812) zum Thema. Außerdem ist diese Station mit rund 83 Metern die tiefste in der Metro Moskau; die 126 Meter langen Rolltreppen sind sogar die längsten weltweit.